# Hitlers Rede vor dem Deutschen Reichstag am 1. September 1939

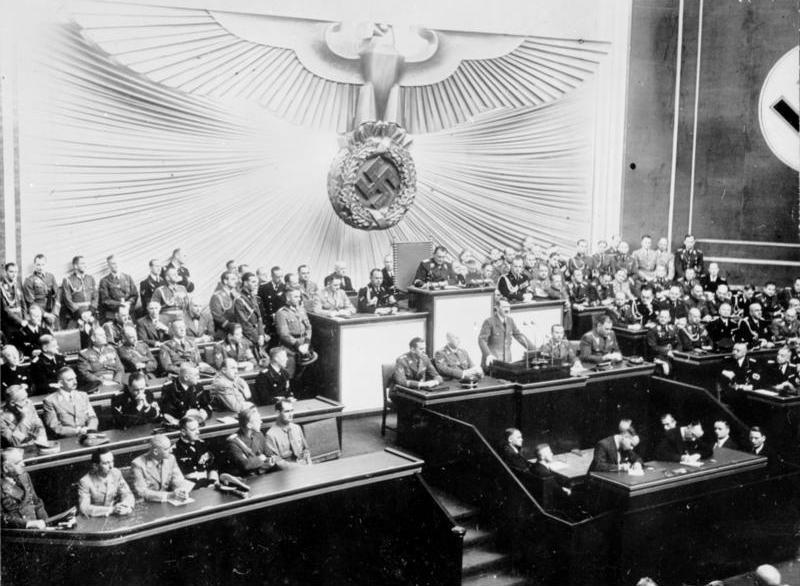
Hitler redet vor dem Deutschen Reichstag, 1. September 1939

Die Rede Adolf Hitlers vor dem Deutschen Reichstag am 1. September 1939 wurde von Hitler aus Anlass des deutschen Überfalls auf Polen gehalten. In ihr rechtfertigte Hitler den Angriff auf Polen, mit dem der Zweite Weltkrieg in Europa begann. Seine Behauptungen wurden von der Forschung widerlegt, so auch das aus der Rede bekannte Zitat „Seit 5 Uhr 45 wird jetzt zurückgeschossen!“.

## Vorgeschichte
Die militärischen Pläne für den deutschen Überfall auf Polen basierten auf der „Weisung für die einheitliche Kriegsvorbereitung der Wehrmacht für 1939/40“ des Oberkommandos der Wehrmacht (OKW) vom 3. April 1939. Am 1. Mai 1939 erhielten die beiden für den Überfall vorgesehenen Heeresgruppenkommandos den „Entwurf der Aufmarschanweisung ‚Fall Weiß’“. Das Marinegruppenkommando Ost erließ am 26. Juni 1939 die „Weisung Nr. 1 für den ‚Fall Weiß’“.
Auch im Generalstab der Luftwaffe gab es keinerlei Illusionen zu den Absichten Hitlers gegenüber Polen mehr. Im Juni 1939 fand unter dem Namen „Generalstabsreise 1939“ ein Planspiel des Luftwaffengeneralstabs statt, wo es offen hieß: „Deutschland (Blau) beabsichtigt den Krieg gegen Polen (Rot) überraschend zu eröffnen. Die Vorbereitungen hierzu laufen“. Am 1. Juli 1939 wurden für den „Fall Weiß“ in den Luftgaukommandos im Osten (Luftgaukommando I – Königsberg, III – Berlin, IV – Dresden und VIII – Breslau) die Luftgaustäbe zbV aufgestellt. Sie waren für die Nachschubführung im Felde vorgesehen.
Das Deutsche Reich verfügte über ein kompliziertes Mobilmachungssystem, das eine getarnte Mobilmachung ermöglichte und der deutschen Führung Entschlussfreiheit sicherte. Zur Tarnung des Aufmarsches erfolgten ab Ende Juni 1939 zahlreiche Manöver und Übungen überwiegend im Osten sowie Schanzarbeiten. Vom 19. August bis zum 24. August dauerte die „A“-Bewegung, bei der sich die Truppen in den Bereitstellungsräumen versammelten, die ein bis zwei Tagesmärsche von der polnischen Grenze entfernt lagen. Dazu wurden 5000 Züge eingesetzt. Am 26. August 1939 erfolgte die Mobilmachung ohne öffentliche Verkündung, der sogenannte „X-Fall“. Der Angriff begann am „Y“-Tag.
Die Wirtschaft wurde im September 1939 nicht total mobilgemacht, da das Regime aus innenpolitischen Gründen vor einer Totalisierung des Krieges zurückschreckte. Im August 1939 erfolgte unter der Tarnung als „Herbstübung“ die Aufstellung der für das Feldheer vorgesehenen Wehrwirtschaftsorganisation. Am 25. August 1939 erging vom OKW an die Wehrwirtschaftsinspektionen die Weisung einzelne Rüstungsbetriebe schnell auf erhöhte Leistung zu bringen. Der für den Kriegsfall vorgesehene Fertigungsplan wurde jedoch nicht in Kraft gesetzt, lediglich für die Kriegsmarine traten erhebliche Teile des Planes in Kraft. Am 28. August 1939 erfolgte der Befehl zur Mobilmachung der Wirtschaft ohne öffentliche Verkündung, ebenfalls als „X-Fall“ bezeichnet. Erst am 3. September 1939 erfolgte der offene Befehl zur Mobilmachung der Wirtschaft, jedoch wiederum mit Einschränkungen.
Seit April 1939 wurden als Fünfte Kolonne von der deutschen Abwehr aus Reichs- und Volksdeutschen Kampf- und Sabotage-Organisationen (sogenannte K.- und S.-Organisationen) auf polnischen Gebiet aufgestellt, die aus dem Reich mit Waffen, Munition und Sprengstoff versorgt wurden. Die K.-Organisationen hatten die Aufgabe im Krieg eine mögliche Zerstörung des Oberschlesischen Industriegebietes zu verhindern, Industrie- und Kommunalobjekte zu übernehmen und einzelne Posten oder kleine Abteilungen der polnischen Armee zu überfallen. Die S.-Organisationen führten fingierte Attentate auf die deutsche Minderheit durch und sollten bei Kriegsbeginn Sabotageakte auf wichtige Bahnlinien, Telefonleitungen und wichtige Objekte wie Elektrizitäts- und Wasserwerke verüben. Im Juli 1939 umfassten diese Organisationen bereits 4.474 Mitglieder in Oberschlesien und 2.324 in Posen. Ende Juli 1939 gab es 42 Sabotagegruppen.
Während die deutsche Seite unter dem Vorwand von Manövern, einer Tannenbergfeier und dem Parteitag des Friedens Truppen an der polnischen Grenze zusammenzog und die faktische deutsche Mobilmachung verheimlichte, brandmarkte die deutsche Propaganda die ergriffenen Verteidigungsmaßnahmen der polnischen Seite als „fieberhafte Kriegsvorbereitungen“, besonders scharf die polnische Generalmobilmachung vom 31. August 1939.

## Die Rede
Die Sitzung des Reichstags, der seit Mitte 1933 nur noch ein Scheinparlament war und ausschließlich aus Abgeordneten der NSDAP bestand, wurde um drei Uhr morgens für 10 Uhr in der Krolloper einberufen. 100 Abgeordnete konnten an der Sitzung nicht teilnehmen. Sie begann um 10:10 Uhr und dauerte eine halbe Stunde. Die Rede wurde im Großdeutschen Rundfunk übertragen. Sie wurde auch über Lautsprecher auf den Platz vor der Krolloper übertragen, wo sich einige hundert Menschen versammelten. Sie wurde anschließend bereinigt auch in Englisch, Niederländisch, Spanisch gedruckt und ist als Tonaufzeichnung überliefert.
Hitler war nach hektischen Verhandlungen der letzten Tage erkennbar übermüdet, verhaspelte sich mehrfach und wirkte insgesamt ungewohnt zögerlich. Seine Nervosität führt Christoph Raichle darauf zurück, dass die Haltung der Westmächte noch unklar war, Italien nicht an der Seite Deutschlands kämpfen wollte und es keine Kriegsbegeisterung in Deutschland gab.

## Inhalt
Hitler verfolgte mit seiner Rede zwei Ziele: Zum einen wollte er die Deutschen auf den Krieg einstimmen und ihre Moral stärken. Daher betonte er, es werde „keine Entbehrungen für Deutsche“ geben, „die ich nicht selbst sofort übernehme“. In diesem Zusammenhang nannte er sich „erster Soldat des Deutschen Reiches“, eine Aussage, die auch das einfache feldgraue Jackett unterstreichen sollte, das er an diesem Tag trug. Zum anderen zielte die Rede darauf ab, ein Eingreifen Großbritanniens und Frankreichs zu verhindern. Um in ihren Augen nicht als Kriegstreiber dazustehen, stellte er das deutsche Vorgehen gegen Polen als Verteidigung, nicht als Angriff dar. Dazu argumentierte er in drei Schritten:

### 1. Polen sei nicht verhandlungsbereit gewesen
Angeblich hätte man laut Hitler in den letzten Tagen vor dem Krieg ungeduldig auf einen polnischen Unterhändler gewartet, um zu verhandeln. In Wirklichkeit hätte laut Jochen Böhler dies eine Wiederholung der Einberufung Háchas vor der Zerschlagung der Tschechoslowakei bedeutet. Auch nach Hermann Graml wäre der polnische Außenminister oder ein bevollmächtigter Vertreter „hachaisiert“ worden.
Durch den Deutsch-sowjetischen Nichtangriffspakt vom 23. August 1939 war ohnehin das Schicksal Polens besiegelt und der Befehl zum Angriff auf Polen war von Hitler schon für den 25. August 1939 gegeben worden, und in letzter Minute zurückgenommen worden. Dass die deutsche Verhandlungsbereitschaft nur vorgespielt war, belegt auch der Tagebucheintrag von Generalstabschef Franz Halder, der am 29. August 1939 notierte: „30.8. Polen in Berlin. 31. 8. Zerplatzen. 1.9. Gewaltanwendung“.
Damit seine Kriegspläne nicht noch irgendwelche Verhandlungen in letzter Minute vereitelt würden, hatte Hitler die Botschafter aus London und Warschau in den letzten kritischen Wochen zurückgezogen und ihnen verboten, auf ihren Posten zurückzukehren.

### 2. Die Übergriffe auf die deutsche Minderheit und Grenzzwischenfälle hätten den Einmarsch provoziert
Hitler sprach von drei „sehr schweren Grenzzwischenfällen“, damit waren nach Lothar Gruchmann offensichtlich der in Wirklichkeit von der SS vorgetäuschte Überfall auf den Sender Gleiwitz und die ebenso fingierten Anschläge auf das Zollhaus Hochlinden (Kreis Ratibor) und das Forsthaus Pitschen (Kreis Kreuzburg in Oberschlesien) gemeint.
Seit August 1939 lief eine antipolnische Verteufelungskampagne, mit frei erfundenen Schilderungen bestialischer polnischer Terrorakte gegen die deutsche Minderheit in Polen, mit der man das gewaltsame Vorgehen als notwendig und unabwendbar erscheinen lassen sollten. Zudem sind die Übergriffe auf die deutsche Minderheit durch Agententätigkeit von Volksdeutschen durch Sabotageakte provoziert worden.

### 3. Deutschland ginge es nur um die Sicherung seiner Grenze und die Wiederherstellung friedlicher Beziehungen zu Polen
Hitler sprach von seiner vorgeblichen „Friedensliebe“ und seinem „endlosen Langmut“, die nun zu Ende seien. In Wirklichkeit stand nach der Zerschlagung der Tschechoslowakei und der Okkupation des Memellandes für Hitler Ende Mai 1939 der Einmarsch in Polen fest, um nach bewährten Muster die vorhandene rüstungswirtschaftliche Potenz zur Verbreiterung der territorialen und damit ökonomischen Basis zum Einsatz zu bringen. In seiner Ansprache vor den Oberbefehlshabern am 23. November 1939 hat Hitler selbst diese Interpretation bestätigt:

„Vom ersten Augenblick an war mir klar, daß ich mich nicht mit dem sudetendeutschen Gebiet begnügen könnte. Es war nur eine Teil-Lösung. Der Entschluß zum Einmarsch in Böhmen war gefaßt. Dann kam die Errichtung des Protektorates, und damit war die Grundlage für die Eroberung Polens gelegt. […] Die steigende Volkszahl erforderte größeren Lebensraum.“

Hitlers eigentliches Ziel war die Eroberung von Lebensraum im Osten, wie es auch in seiner Ansprache am 23. Mai 1939 vor der militärischen Führungsspitze ausführte: „Danzig ist nicht das Objekt, um das es geht. Es handelt sich für uns um die Erweiterung des Lebensraumes im Osten und Sicherstellung der Ernährung, sowie der Lösung des Baltikum-Problems.“

### Weitere Ausführungen
Es folgte die wohl bekannteste Stelle der Rede:

„Polen hat heute Nacht zum ersten Mal auf unserem eigenen Territorium auch mit bereits regulären Soldaten geschossen. Seit 5:45 Uhr wird jetzt zurückgeschossen! Und von jetzt ab wird Bombe mit Bombe vergolten! Wer mit Gift kämpft, wird mit Giftgas bekämpft.“

In Wahrheit hatten deutsche Truppen die Feindseligkeiten bereits eine Stunde früher eröffnet. Hitler versprach, dass sich die Luftwaffe auf militärische Ziele beschränken werde, was jedoch durch den Luftangriff auf Wieluń widerlegt wurde. Er beschwor die seiner Darstellung nach am besten ausgerüstete Armee der Welt. Trotz der sonst in Rüstungsfragen geübten strengen Geheimhaltung gab Hitler dabei die für die Aufrüstung der Wehrmacht aufgewandte Summe von 90 Milliarden Reichsmark bekannt. Diese unvorstellbar hohe Summe beeindruckte die einfachen „Volksgenossen“ zutiefst. Ferner ernannte er Hermann Göring und Rudolf Heß zu seinen Nachfolgern, falls ihm etwas zustoßen sollte. Gegenüber Frankreich und Großbritannien, die im Frühjahr 1939 eine Garantieerklärung für Polen abgegeben hatten, äußerte er nichts ausdrücklich Feindseliges. Hitler blickte mehrmals während der Rede in die Diplomatenloge, wo Vertreter der beiden Länder saßen. Hitler betonte aber, dass Deutschland zur Not auch gegen eine Gruppierung aus mehreren Staaten kämpfen würde: „Ein Wort, das ich nicht kenne, ist Kapitulation. […] Ein November 1918 wird sich niemals mehr in der deutschen Geschichte wiederholen!“ In diesem Zusammenhang berief er sich auf Friedrich den Großen, der in den drei Schlesischen Kriegen gegen „größte Koalitionen“ standgehalten habe.

## Nach der Rede
Im Anschluss an die Rede erfolgten stehende Ovationen und der Reichstag beschloss einstimmig das vom NSDAP-Fraktionschef und Reichsinnenminister Wilhelm Frick eingebrachte „Gesetz zur Wiedervereinigung der Freien Stadt Danzig mit dem Deutschen Reich“.
Hermann Göring antworte auf Hitlers Rede mit einer Art Gelöbnis und sprach dabei von „dem uns von Polen aufgezwungenen Kampfe“ und vermied damit ebenso das Wort „Krieg“.
In der Pressekonferenz der Reichsregierung am selben Tag erging an die versammelten Journalisten die Sprachregelung: „Keine Überschriften, in denen das Wort Krieg enthalten ist! Nach der Rede des Führers schlagen wir nur zurück.“
„Krieg“ blieb ein Tabuwort für Hitler. Während seiner zweiten öffentlichen Rede nach Kriegsbeginn, am 19. September 1939 im Artushof Danzig, behauptete er, Polen hätte den „Kampf“ gewählt und „den Kampf nun erhalten“.

## Bewertung
Die französische und britische Regierung verkündeten die Mobilmachung und richteten ein Ultimatum an Deutschland. Als sie am 3. September den Krieg erklärten, traf dies den Vabanquespieler Hitler laut Rolf-Dieter Müller unvorbereitet. Hitler hätte fälschlich angenommen, die Westmächte würden den Angriff hinnehmen und ihrer Beistandserklärung nicht nachkommen, wenn er den Überfall als eine Art Polizeiaktion darstellen würde. Für Jochen Böhler war es aus historischer Distanz betrachtet eine Komödie, die der „Führer“ der Weltöffentlichkeit vorspielte, indem er behauptete er sei bis zum Schluss zum Einlenken bereit gewesen, aber die polnische Seite habe mit Grenzverletzungen geantwortet. Nichtsdestotrotz glaubten ihm viele Reichsbürger, die am Volksempfänger lauschten, jedes Wort.
Böhler sieht in der Rede eher die trotzige Unterstreichung der deutschen Haltung zur Kriegsschuld als den ernstgemeinten Versuch die Weltöffentlichkeit von eben dieser Haltung zu überzeugen. Zudem sei die Rede sehr schnell von den Tagesereignissen überholt worden. Hermann Graml verweist darauf, dass Hitler in der mit Lügen und Verdrehungen vollgestopften Rede, in der nicht mal die Uhrzeit 5:45 stimmte, nur seltsam beiläufig den vom Reich inszenierten Überfall auf den Sender Gleiwitz und den 16-Punkte-Plan erwähnte.
Nach Willi A. Boelcke ist die Zahl von 90 Milliarden Reichsmark, die Hitler für die aufgewandte Summe für die Aufrüstung nannte, nicht völlig aus der Luft gegriffen, wenn man darunter die Gesamtkosten der Militarisierung und Mobilisierung von Wirtschaft und Gesellschaft für den Kriegseinsatz begreift. Nach Hitlers Vorstellungen dienten im Grunde alle Ausgabensteigerungen seit 1933 der Aufrüstung, und dabei kam man tatsächlich rein rechnerisch auf die Summe von 90 Milliarden.